# Raión de Navahrúdak
Navahrúdak (en bielorruso: Навагрудскі раён) es un raión o distrito de Bielorrusia, en la provincia (óblast) de Grodno. Su capital es Navahrúdak.
Comprende una superficie de 1667 km².

## Demografía
Según estimación de 2010, contaba con una población total de 49 107 habitantes.

## Subdivisiones
Comprende la ciudad subdistrital de Navahrúdak, el asentamiento de tipo urbano de Liubcha y 9 consejos rurales:
- Brólniki
- Váleuka
- Vialíkiya Verabyévichy
- Kashaleva
- Ladzéniki
- Niahnévičy
- Piatrévichy
- Uséliub
- Shchorsy